# Kriegslokomotive

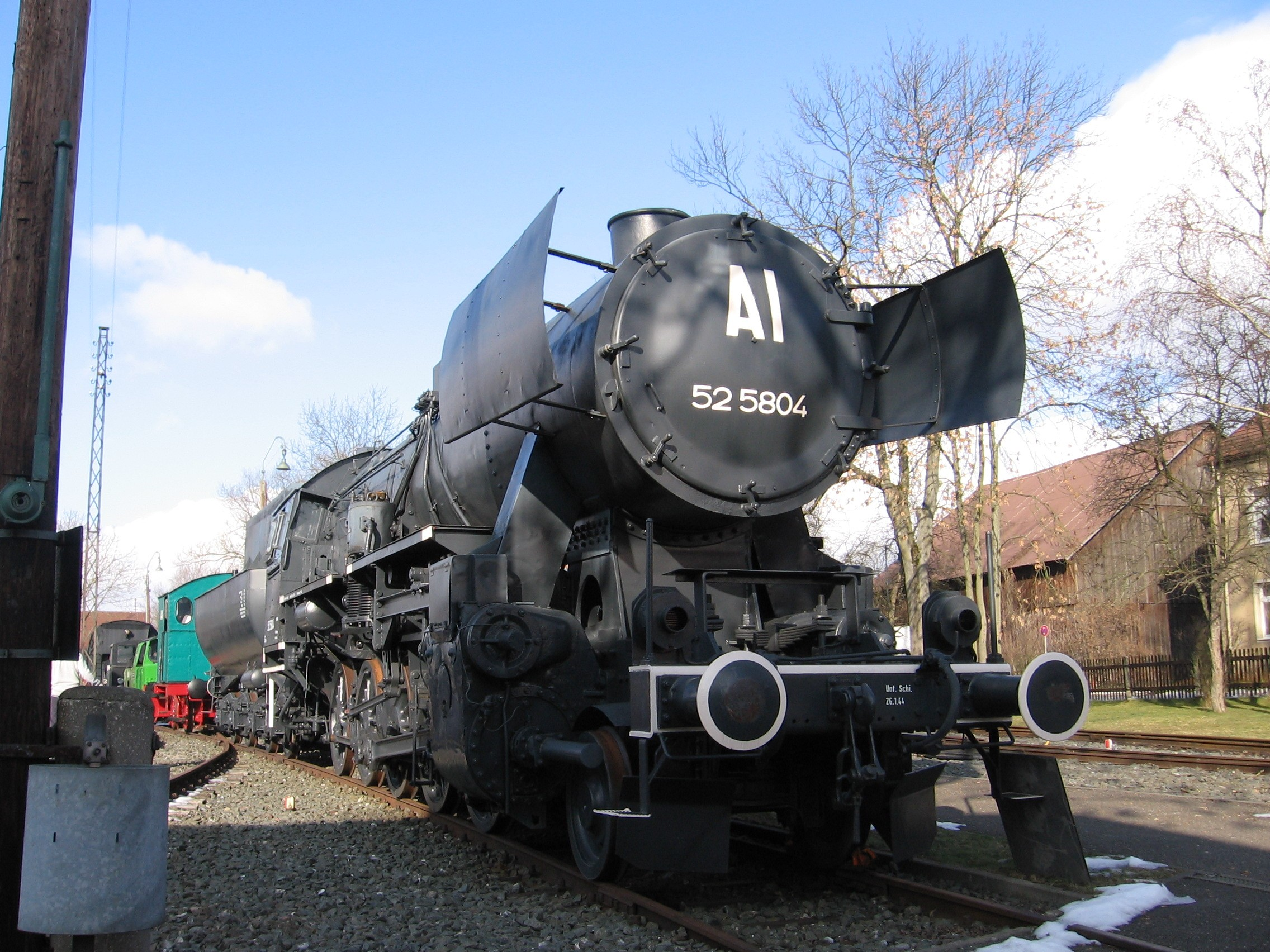
BR 52 ett av de vanligaste tyska loken under andra världskriget

Kriegslokomotive var tyska lok som byggdes i långa serier under andra världskriget. Konstruktionen av dessa lok var avpassad för den krigstida tyska ekonomin med materialbrist, behov av transport av förnödenheter på östfronten, användning i hårt klimat och snabb serieproduktion. Detta innebar ofta nackdelar som hög bränsleförbrukning. Eftersom koppar var en bristvara, konstruerades både ellok och ånglok om för att minska användningen. För elloken användes aluminium istället för koppar i lindningar i motorer och transformatorer, och för ångloken tillverkades fyrboxen i stål i stället för koppar.

## Lok
- Tenderlok
  - BR 52 (KDL 1)
  - BR 53 (KDL 2) - ej satt i produktion
  - BR 42 (KDL 3)
- Tanklok
  - HF 160 D (KDL 11)
  - HF 70 C (KDL 12)
- Diesellok
  - WR D 311